# Alayotityus
Alayotityus es un género de escorpiones de la familia Buthidae descrito por Luis F. de Armas en 1973.

## Especies
Los siguientes son los nombres científicos de las especies del género Alayotityus; a la derecha de estos están los apellidos de sus descubridores y el año en que fueron descubiertas.
- A. delacruzi Armas, 1973;
- A. feti Teruel, 2004;
- A. granma Armas, 1984;
- A. juraguaensis Armas, 1973;
- A. lapidicola Teruel, 2002;
- A. nanus Armas, 1973;
- A. pallidus Teruel, 2002;
- A. sierramaestrae Armas, 1973.

- Datos: Q2830727
- Especies: Alayotityus